# Gare de Poix-de-Picardie
Gare de Poix-de-Picardie vasútállomás Franciaországban, Poix-de-Picardie településen.

## Vasútvonalak
Az állomást az alábbi vasútvonalak érintik:
- Amiens–Rouen-vasútvonal

## Kapcsolódó állomások
A vasútállomáshoz az alábbi állomások vannak a legközelebb:
- Gare de Namps - Quevauvillers
- Gare de Fouilloy
- Gare de Saint-Roch
- Gare d’Abancourt